# Папе, Адам
Адам Станислав Папе́ (пол. Adam Stanisław Papée, 21 июля 1895 — 6 марта 1990) — польский фехтовальщик, призёр Олимпийских игр и чемпионатов мира.

## Биография
Его предки эмигрировали в начале XIX века из Франции, и сохранили французское написание фамилии; его отец Фридерик Папе был известным историком, а в 1907 году был избран членом-корреспондентом Академии знаний. Сам он родился в 1895 году во Львове (Австро-Венгрия), во время Первой мировой войны вступил в Польские легионы, был ранен в бою, имел боевые награды.
После образования независимой Польши изучал экономику в Ягеллонском университете, затем работал в банковской сфере. Был одним из основателей Польского союза фехтования, а в 1926—1930 годах являлся его президентом; состязался на всех видах фехтовального оружия, но наибольших успехов добился в фехтовании на саблях.
В 1924 году принял участие в Олимпийских играх в Париже, но не завоевал наград. В 1928 году стал бронзовым призёром Олимпийских игр в Амстердаме. В 1930 году завоевал бронзовую медаль Международного первенства по фехтованию в Льеже (в 1937 году Международная федерация фехтования задним числом признала все проходившие ранее Международные первенства по фехтованию чемпионатами мира). В 1932 году стал бронзовым призёром Олимпийских игр в Лос-Анджелесе. В 1936 году принял участие в Олимпийских играх в Берлине, но там польская команда саблистов заняла лишь 4-е место.
Во время Второй мировой войны участвовал вместе с двумя дочерьми в Варшавском восстании. После войны продолжил тренерскую деятельность. 
В 1987 году опубликовал мемуары под названием «Na białą broń» («С холодным оружием»).